# Colhué Huapí
Colhué Huapí (hiszp. Lago Colhué Huapí) –  jezioro polodowcowe w południowej Argentynie, w prowincji Chubut, na Wyżynie Patagońskiej.